# Wychowanie do życia w rodzinie
Wychowanie do życia w rodzinie (w skrócie: WDŻWR, WDŻR,  WDŻ lub WŻR) – przedmiot dla uczniów polskiej szkoły podstawowej i ponadpodstawowej, którego celem jest przygotowanie młodzieży do życia w rodzinie. Ma status przedmiotu nadobowiązkowego i obejmuje uczniów od klasy czwartej szkoły podstawowej.

## Stan prawny
Na mocy dokonanej w 2009 nowelizacji rozporządzenia Ministra Edukacji Narodowej i Sportu z dnia 12 sierpnia 1999 r. w sprawie sposobu nauczania szkolnego oraz zakresu treści dotyczących wiedzy o życiu seksualnym człowieka, o zasadach świadomego i odpowiedzialnego rodzicielstwa, o wartości rodziny, życia w fazie prenatalnej oraz metodach i środkach świadomej prokreacji, zawartych w podstawie programowej kształcenia ogólnego (Dz.U. z 2023 r. poz. 2431) na zajęcia wychowania do życia w rodzinie nie będą uczęszczać tylko ci uczniowie niepełnoletni, których rodzice zgłoszą dyrektorowi szkoły sprzeciw w formie pisemnej co do udziału dzieci w zajęciach oraz ci uczniowie pełnoletni, którzy sami zgłoszą dyrektorowi w formie pisemnej sprzeciw wobec udziału w zajęciach.
W szkołach średnich Ministerstwo Edukacji Narodowej dopuściło do nauki tego przedmiotu następujące podręczniki:
- Wędrując ku dorosłości. Wychowanie do życia w rodzinie dla uczniów szkół ponadgimnazjalnych, red. T. Król T., M. Ryś, Wydawnictwo Rubikon.
- W.E. Papis, Busola życia, Wydawnictwo Busola.
- M. Ryś, Wychowanie do życia w rodzinie. Książka dla młodzieży, CMPP-Ped MEN.